# Немешкало Владислав Григорович
Владислав Григорович Немешкало (3 квітня 1970, Горлівка, УРСР — 9 червня 2025) — радянський, молдовський та український футболіст, нападник.

## Кар'єра гравця
Розпочав займатися футболом у спеціалізованій ДЮСШ Полтави, в 1986 року дебютував у змаганнях КФК у складі «Ворскли». У 1987 року грав у другій лізі за «Ворсклу» й «Динамо» (Ірпінь). Закінчив київський спортінтернат, грав у дублі «Динамо» (Київ), київському ЦСКА. У 1989—1990 роках знову виступав за «Ворсклу». У 1991 грав у тираспольському «Тилігулі», з яким зайняв друге місце у першій лізі СРСР.
Після розпаду СРСР в 1992—1996 роках грав у болгарському «Чардафоне» Габрово, українських клубах «Кремінь» (Кременчук), «Ворскла», «Нива» (Вінниця), СК «Миколаїв», знову в молдовському «Тилігулі», з яким став володарем Кубку Молдови 1994 року. Один рік провів у російській першій лізі — друге коло 1996 року в «Торпедо» (Волзький), перше коло 1997 року — в «Сатурні» (Раменське). У 1997—1999 роках знову грав в Україні — за сімферопольську «Таврію», аматорську команду «Сула» (Лубни), «Електрон» (Ромни), «Нафтовик» (Охтирка).
У 2000 році грав за таджицький Регар-ТадАЗ, ставши першим українцем в чемпіонаті країни. З командою грав у Кубку чемпіонів Співдружності, став срібним призером першості 2000 року, брав участь в розіграші Азійських клубних турнірів. Захворівши в Таджикистані на тяжку форму хвороби Боткіна, Немешкало в 30 років був змушений завершити кар'єру гравця.
У 2003—2005 роках працював тренером-селекціонером в одеському «Чорноморці».
Виступав за збірну Молдови.

## Досягнення
- Кубок Молдови
  -  Володар (1): 1994

- Чемпіонат Таджикистану
  -  Срібний призер (1): 2000

## Особисте життя
Син Адріан, народився 25 березня 2003 року.

## Смерть
Помер 9 червня 2025 року у віці 55 років.